# Blog
Blôg (in blóg) ali spletni dnevnik, tudi splétnik je spletno mesto, na katerem avtorji s pomočjo preprostega vmesnika objavljajo besedila, slike, posnetke, bralci pa imajo navadno možnost komentiranja. Beseda blog je angleška okrajšava besede weblog, oz. redkeje zapisano web log, ki jo je 17. decembra 1997 skoval Jorn Barger in pomeni spletni dnevnik oz. e-dnevnik.
Značilnost spletnikov je enostavno rokovanje, kar omogoča, da jih soustvarjajo tudi uporabniki brez velikega računalniškega znanja. Predvsem enostavnost oblikovanja spletnika ga ločuje od običajne spletne strani, od foruma pa se razlikuje v tem, da so uporabniki foruma med sabo enakovredni, pri spletniku pa je debato sproža avtor ali avtorska skupina, obiskovalci pa le komentirajo.
Beseda blog je v angleščini lahko tudi glagol, ki pomeni vzdrževanje ali dodajanje vsebine v spletnik (spletnikovanje/bloganje).
Nekateri spletniki so namenjeni novicam ali komentarjem določene teme, drugi pa so bolj osebni spletni dnevniki. Tipični spletnik vsebuje besedilo, slike in povezave na druge spletnike, spletne strani in druge medije, ki se nanašajo na določeno tematiko. Zmožnost bralcev, da pustijo komentar v interaktivnem formatu, je še ena pomembna lastnost blogov. Večina spletnikov je tekstovnih, nekaj pa se jih osredotoča na umetnost (artlog), fotografijo (photoblog), sketchblog, video posnetke (videodnevnik), glasbo (MP3 blog), audio posnetke (poddaje) in so del širše mreže družbenih medijev.
Mikro-bloganje oz. mikrospletnikovanje je še ena vrsta spletnikovanja, ki sestoji iz spletnikov z zelo kratkimi objavami. S pojavom video bloganja je beseda blog dobila še širši pomen – kakršenkoli tip medija v katerem lahko subjekt izraža svoje mnenje ali enostavno govori o nečem.
Največja ponudnika spletnikov v Sloveniji sta Blogos in eDnevnik. Skupaj štejeta več kot 10.000 uporabnikov
Pomemben del spletnika je njegov RSS vir. Bralci lahko s pomočjo bralnikov rss formata prebirajo spletnike, ne da bi obiskali spletno mesto, na katerem se le-ta nahaja.
Večja skupina blogov tvori blogosfero oz. spletnikarstvo. Govorimo lahko na primer o slovenski blogosferi ali spletnikarstvu.

## Vrste blogov
Obstaja veliko različnih tipov spletnikov, ki se ne razlikujejo samo po vsebini, temveč tudi glede na to, kako je vsebina posredovana ali napisana.
Osebni spletniki
Osebni spletnik, kot dnevnik ali opisovanje, je najbolj tradicionalen in razširjen tip bloga. Osebni spletnikarji so večinoma ponosni na svoje bloge tudi, če jih berejo samo oni in nihče drug. Blogi večinoma postanejo več kot samo sredstvo komunikacije; postanejo način odražanja življenja, spletnikovanje pa ima lahko sentimentalne lastnosti. Nekaj osebnih blogov lahko postane priljubljeni med množicami, nekaj pa jih hitro pridobi množično podporo.
Poslovni spletniki
V večini primerov je spletnik oseben, lahko pa je tudi v poslovne namene. Blogi, ki so lahko interni, za povečevanje komunikacije in kulture v podjetjih ali pa eksterni, za marketing, »znamčenje« (branding) ali odnose z javnostmi, se imenujejo korporativni oz. poslovni spletniki.  
Glede na vrsto medija
Spletnik, ki vsebuje video posnetke se imenuje vlog (videospletnik), tisti, ki vsebuje povezave je linklog, tisti s portfolijem skic je sketchblog, tisti s fotografijami pa je photoblog (fotospletnik). Blogi s krajšimi krajšimi objavami in mešanimi tipi medijev pa so tumblelogs. Artlog je oblika bloga, ki temelji na deljenju in objavljanju umetnosti. Od ostalih se razlikuje v tem, da ne prevladuje besedilno gradivo, ampak umetniška dela. 
Glede na napravo
Bloge lahko razlikujemo tudi glede na napravo, ki jo uporabljajo posamezniki za urejanje. Spletnik napisan z mobilno napravo kot je mobilni telefon ali dlančnik, se imenuje moblog.
Eden zgodnejših blogov se je imenoval Wearable Wireless Webcam, ki je bil spletni dnevnik posameznikovega osebnega življenja, sestavljen iz besedil, video posnetkov in slik, katerih prenos na spletno stran je potekal v živo preko očesne kamere (EyeTap). To polavtomatično bloganje z videoposnetki v živo in besedili se lahko imenuje tudi »sousveillance« (nasprotno od »surveillance« - nadzor). Taki dnevniki so se tudi uporabljali kot dokazno gradivo v legalnih zadevah.
Glede na žanr
Nekateri blogi se osredotočajo na določeno temo, npr. politični spletniki, potopisni spletniki, hišni spletniki, modni spletniki, projektni spletniki, izobraževalni spletniki, spletniki o klasični glasbi, kvizni spletniki in pravni spletniki (blawgs) ali dreamlogi. Splog se uporablja izključno za namene smetenja (spamming). 
Vprašajno spletnikovanje
je tip spletnik, ki odgovarja na vprašanja. Vprašanje se lahko posreduje v obliki priponke, elektronske pošte ali drugih virov kot je telefon ali VOIP. Qlogi se lahko uporabljajo za prikazovanje opomb iz poddaj (podcastov) ali za prenašanje informacij preko medmrežja. Veliko vprašajnih spletnikov uporablja RSS za posredovanje odgovorov na vprašanja.

## Skupnost in katalogizacija
Blogosfera ali spletnikarstvo
Celotna skupnost vseh blogov je znana kot blogosfera. Ker so vsi blogi po definiciji prisotni namedmrežju, so lahko medsebojno in dužbeno povezani. Razprave v blogosferi (spletnikarstvu) so v medijih uporabili kot pokazatelje javnega mnenja o različnih problemih. Skupina lokalnih blogov se včasih imenuje tudi soseska spletnikov (bloghood). 
Iskalniki blogov
Za iskanje vsebin blogov obstaja več iskalnikov, npr. Bloglines, BlogScope in Technorati. Technorati, ki je eden najbolj priljubljenih iskalnikov, zagotavlja trenutne informacije o najpopularnejših iskanjih, kot tudi označevalce za kategorizacijo objav. Trenutno se pojavljajo težnje po iznajdbi novih načinov navigacije skozi ogromno količino informacij v blogosferi, eden takšnih projektov je BlogScope.
Blogovske skupnosti in direktoriji
Za povezovanje ljudi z blogi ter blogerjev z drugimi blogerji obstajajo spletne slupnosti, kot sta BlogCatalog in MyBlogLog. 
Bloganje in oglaševanje
Za bloge je značilno, da vsebujejo oglase, ali za finančni profit blogerja, ali pa kot promocija blogerjevih najljubših stvari. Popularnost blogov je privedla do pojava lažnih blogov – podjetja ustvarijo neresničen blog, ki je marketinško orodje za promocijo izdelkov.

## Priljubljenost
Raziskovalci so analizirali dinamiko kako blogi postanejo priljubljeni. Obstajata dve glavni meritvi priljubljenosti blogov: priljubljenost preko citatov in priljubljenost preko združitev (npr. blogroll). Glavni sklep študij o strukturah blogov je, da čeprav je potreben čas, da blog postane priljubljen preko bloroll-ov, lahko permalinki hitreje pospešijo priljubljenost blogov. Permalinki so lahko tudi boljši indikatorji priljubljenosti in ugleda kot blogrolli, saj pokažejo, da ljudje dejansko berejo vsebino bloga ter ocenjujejo njihovo vrednost ali uglednost v določenih primerih.
Raziskovalci v MIT Media Lab so ustanovili projekt blogdex za zbiranje informacij o tisočih blogih z namenom raziskovati njihove družbene lastnosti. Te podatke so zbirali več kot štiri leta, raziskovali pa so najbolj pogoste lastnosti blogovskih skupnosti ter jih razvrstili po stopnjah aktualnosti in priljubljenosti. Zaradi teh lastnosti lahko ta projekt razumemo kot prve zametke memetracker-ja. Projekt ni več aktiven, podobno funkicijo pa danes opravlja tailrank.com.
Obiskovanost blogov merita Technorati (število dohodnih povezav) in Alexa Internet (spletni zadetki uporabnikov Alexa Toolbar). Avgusta 2006 je bil po podatkih Technorati z največ dohodnimi povezavami blog kitajske igralke Xu Jinglei. Kitajski medij Xinhua je poročal, da je ta blog imel več kot 50 milijonov spletnih ogledov in bi naj bil najpopularnejši blog na svetu. Boing Boing je po podatkih Technorati najbolj bran skupinski blog.
Podjetje Gartner je napovedalo, da bo bloganje doseglo vrh leta 2007, do izravnave pa naj bi prišlo, ko bo število ljudi, ki vzdržujejo osebne spletne strani, doseglo 100 milijonov. Analize podjetje napovedujejo, da se bo vrednost novosti medija izrabila, saj je večina ljudi, ki so zainteresirani za ta fenomen le-tega tudi že preizkusila, novi blogerji pa bodo izravnali število avtorjev, ki so opustili svoje kreacije zaradi dolgočasja. Ocenjujejo, da obstaja več kot 200 milijonov bivših blogerjev, ki so prenehali pisati spletne dnevnike. Ta pojav pa pomeni eksponentno rast količine »dotsam-ov« in »netsam-ov«, tj. neželjenih objektov na spletu. Izraza sta podobna angleškima izrazoma flotsam in jetsam (naplavljeno in odvrženo blago).

## Kratka zgodovina blogov
Zaradi vprašanja, kaj sploh lahko štejemo za blog, je težko potegniti črto in nek dogodek z gotovostjo označiti kot začetek blogerstva. V zgodnjih dneh spleta so lastniki spletnih strani pogosto objavljali kronološke sezname sprememb na strani, kjer so lahko obiskovalci hitro preverili, kaj novega je bilo objavljenega od njihovega zadnjega obiska. Celo ene izmed prvih spletnih strani so bili preprosti kronološki, po kategorijah razvrščeni seznami (imeniki) s povezavami na novoobjavljene spletne strani. Kljub temu, da takšni seznami sicer imajo značilnosti bloga (redno objavljanje, kronološka urejenost vnosov, kategoriziranje vnosov, povezave na druge strani) je zelo vprašljivo, če lahko takšne poskuse že uvrščamo med prve bloge.
Pozneje, ko je splet postal prevelik, da bi posameznik lahko sledil vsem novim stranem, so uredniki začeli vnose urejati, omenjati so začeli le tiste, ki so se jim zdeli zanimivi, povezavam so dodali komentarje, da bi obiskovalcem v poplavi informacij olajšali izbiro. Takšne strani so hitro preraščale gole imenike in se spreminjale v nov format - blog. Pri rojstvu bloga gre torej bolj za proces kot pa za nek določen mejnik, zato je skoraj nemogoče najti “prvega blogerja”. Nekateri avtorji kot začetnika navajajo Justina Halla in njegovo stran Links from the Underground, kombinacijo zanimivih povezav na nove strani in avtorjevega osebnega dnevnika, ustanovlejno leta 1994. 
Besedo blog je prvi uporabil Jorn Barger, ki je z njo poimenoval svojo spletno stran, sicer zbirko povezav in komentarjev, podobno Hallovi. Zavedal se je, da gre za novo obliko spletnih strani, ker pa le-te še niso imele imena, je izraz weblog dobil tako, da je združil besedi website in logging – kar naj bi po njegovem zajelo bistvo takšnih strani. Pozneje se je namesto weblog začela uporabljati skrajšana oblika - blog. Vendar je blog do konca tisočletja za večino uporabnikov spleta ostal neznanka. Poznale so ga bolj ali manj le ozko specializirane skupine s področja računalništva, saj je v tistem času bilo za vzpostavitev takšne spletne strani potrebnega precej tehničnega znanja. Spletno stran je bilo treba napisati v kodi, saj grafična orodja še niso obstajala. Vsako objavo posebej je bilo treba urejati v jeziku HTML, nato pa preko FTP protokola naložiti v strežnik. Precej zapleten postopek, če ga je potrebno ponavljati ob vsaki posodobitvi strani.
Prvi sistemi za upravljanje vsebin, namenjeni bloganju, so se pojavili leta 1999. Z orodji kot so Pyra Labs ali Blogger je nenadoma lahko vsak, brez tehničnega znanja in le z nekaj kliki vzpostavil svoj spletni dnevnik in ga redno posodabljal. Iz dneva v dan se je pojavljalo več blogov in več orodij, ki so omogočala njihovo enostavno objavljanje. Pravi razcvet pa so blogi doživeli po letu 2001, ko so “zasloveli” s poročanjem o terorističnih napadih na ZDA. Izkazalo se je namreč, da so v takšnih situacijah blogi veliko hitrejši in neposreden vir informacij kot tradicionalni mediji. Ker so bili med pisci blogov tudi ljudje, ki so bili sami priče terorističnim napadom in so preko njih svetu podajali informacije iz prve roke, so kmalu ujeli pozornost svetovnih medijev in prvič se je dogodilo, da so tudi največje novinarske hiše navajale bloge kot vire informacij. V naslednjih desetih letih je blog močno pridobival na priljubljenosti in ob koncu leta 2010 je ocenjeno, da se na spletu nahaja že približno 150 milijonov blogov.

## Platforme za ustvarjanje blogov
- Open Blog - odprtokodna blogerska platforma
- WordPress - odprtokodna blogerska platforma
- Blogger - Googlova brezplačna blogerska platforma
- Blogos - brezplačna Siolova storitev, ki uporabnikom omogoča vzpostavitev lastnega bloga
- rtvslo.si/blog - brezplačna storitev znotraj MMC-ja, ki uporabnikom omogoča vzpostavitev lastnega bloga